# أندريه بيرك
أندريه بيرك (بالبوكمول: André Bjerke) هو كاتب سيناريو ومؤلف ومترجم وكاتب وشاعر نرويجي، ولد في 30 يناير 1918 في كريستيانية في النرويج، وتوفي في 10 يناير 1985 في أوسلو في النرويج.

## وصلات خارجية
- أندريه بيرك على موقع IMDb (الإنجليزية)
- أندريه بيرك على موقع ميوزك برينز (الإنجليزية)
- أندريه بيرك على موقع قاعدة بيانات الفيلم (الإنجليزية)